# 宮戸神社
宮戸神社（みやどじんじゃ）は、埼玉県朝霞市の神社。

## 歴史
創建年代は不明である。熊野信仰の広まりとともに、当社が創建されたものと推測される。近くの法蔵寺（現・宝蔵寺）が別当寺であった。
明治初期、近代社格制度に基づく「村社」に列せられたが、1907年（明治40年）の神社合祀により、浜崎氷川神社に合祀されてしまい、「三柱神社」に改称された。当社の境内は三柱神社の「遥拝所」として残された。
1942年（昭和17年）に同県入間郡宗岡村（現・志木市宗岡）の「天津神社」の移転という体裁で再興、翌年に宗岡村の「稲荷神社」の合祀を機に「宮戸神社」に改称した。1956年（昭和31年）、三柱神社から祭神の返還を受けて旧に復した。なお、三柱神社は旧称の「氷川神社」に戻している。

## 交通アクセス
- 路線バス宝蔵寺停留所より徒歩2分。